# Marie Fabien Raharilamboniaina
Marie Fabien Raharilamboniaina OCD (ur. 20 stycznia 1968 w Ambohijanahary) – duchowny rzymskokatolicki, karmelita bosy,  biskup diecezji Morondava na Madagaskarze od 2010.

## Życiorys
Marie Fabien Raharilamboniaina złożył śluby zakonne w zgromadzeniu Karmelitów Bosych we wrześniu 1990 r., a w dniu 5 lipca 1997 r. otrzymał święcenia kapłańskie. Przez kilka lat pracował duszpastersko na terenie Mauritiusu. W latach 2005–2010 przełożony madagarskarskiej prowincji zakonnej.
26 lutego 2010 r. został wyznaczony przez papieża Benedykta XVI na biskupa diecezji Morondava. Konsekrowany 16 maja 2010 r. przez swojego poprzednika, bp. Donalda Pelletiera. Współkonsekrującymi byli arcybiskup Toliara – Fulgence Rabeony oraz biskup Saint-Denis de la Reunion – Gilbert Aubry.